# Osmi potnik
Osmi potnik (v izvirniku angleško Alien, dobesedno »Tujec« ali »Nezemljan«) je znanstvenofantastična grozljivka režiserja Ridleyja Scotta, ki je izšla leta 1979 v distribuciji 20th Century Fox. Tom Skerritt, Sigourney Weaver, Veronica Cartwright, Harry Dean Stanton, John Hurt, Ian Holm in Yaphet Kotto igrajo člane posadke tovorne vesoljske ladje, ki na samotnem planetu naletijo na smrtonosno naslovno bitje ter so prisiljeni v boj za preživetje. Znamenito nezemeljsko bitje in z njim povezano scenografijo je ustvaril švicarski nadrealistični umetnik H.R. Giger, znan po svojih stiliziranih biomehaničnih dizajnih, scene človeške izdelave pa sta oblikovala konceptualna umetnika Ron Cobb in Chris Foss.

## Zgodba
Sedemčlanska posadka vesoljske ladje Nostromo se s tovorom vrača na Zemljo. Iz umetne hibernacije jih zbudi ladijski računalnik, ki je zaznal signal, oddan z bližnjega planeta. Signal je šifriran, vendar domnevajo, da gre za klic v sili, zato se trojica s kapitanom Dallasom (Tom Skerritt) na čelu odpravi poiskat njegov vir. Na planetu najdejo ostanke ogromnega nezemeljskega plovila, v njem pa velikansko truplo pilota, ki mu je prsni koš eksplodiral od znotraj. Medtem na ladji delno dešifrirajo signal, za katerega se izkaže, da je najverjetneje opozorilo. Globlje v plovilu najde častnik Kane (John Hurt) ogromen prostor, v njem pa stotine nenavadnih jajc. Med natančnejšim pregledom iz enega skoči neznano bitje, mu stopi skafander in se mu prisesa na obraz.
Kljub nasprotovanju varnostne častnice Ellen Ripley (Sigourney Weaver), ki zahteva karanteno, spravijo nezavestnega Kanea v bolniški oddelek Nostroma in nadaljujejo s pripravami na nadaljevanje poti. Znanstveni častnik Ash (Ian Holm) poskuša kirurško odstraniti bitje, a mu to prepreči njegova izjemno korozivna kri. Ko ob strani zareže v eno od okončin, naredi nekaj kapljic te krvi luknjo skozi več nadstropij strukture ladje. Kmalu po tistem bitje odpade samo in pogine, Kane pa ostane nezavesten. Končno jim uspe popraviti komandni modul, ki je bil poškodovan ob pristanku, zato se odločijo, da bodo odpotovali dalje.
Takrat pa se Kane nenadoma zbudi iz nezavesti, brez vidnih zunanjih posledic, le spomin na obisk planeta mu manjka. Posadka z olajšanjem zadnjič pred vrnitvijo v hibernacijo obeduje, takrat pa se začne Kane dušiti in zvijati v krčih, nakar mu od znotraj poči prsni koš in iz njega se prebije nezemeljsko bitje ter oddrvi skozi najbližjo luknjo v notranjost ladje. Preživeli se ga namenijo ujeti z improviziranim orožjem. Naslednja žrtev je ladijski tehnik Brett (Harry Dean Stanton), ki ga zdaj že popolnoma odraslo bitje preseneti v enem od prostorov. Dallas ga zasleduje skozi prezračevalni sistem in poskuša spraviti v zračno zaporo da bi ga izvrgli v vesolje, a ga bitje napade iz zasede ter ubije. 
Zdaj poveljstvo prevzame Ripleyjeva, ki v ladijskem računalniku najde ukaze njihove korporacije za Asha, po katerih je bitje glavna prioriteta misije, tudi na račun življenj posadke, če bi bilo potrebno. Ash jo napade, a se vmeša Parker (Yaphet Kotto), ki ga z udarcem obglavi. Izkaže se, da je bil Ash android. Preden se ga znebijo, še enkrat vključijo njegovo glavo. Ta izrazi občudovanje do bitja, ki je po njegovem popoln ubijalski stroj, in napove, da ne bo nihče od posadke preživel. Preostali trije se odločijo, da bodo aktivirali mehanizem za samouničenje ladje in pobegnili v zasilnem čolničku, vendar bitje preseneti ter pobije Parkerja in navigatorko Lambertovo (Veronica Cartwright), medtem ko zbirata zaloge. Ripleyjeva zato sama aktivira mehanizem in se odpravi proti čolničku, a bitje tudi njej prekriža pot. Po neuspešnem poskusu razveljavitve ukaza za samouničenje se vrne; tokrat je pot prosta, zato vzleti in za las uide eksploziji Nostroma.
Med pripravami na hibernacijo ugotovi, da se bitje skriva na krovu čolnička. Potihoma zleze v vesoljsko obleko in odpre loputo, kar povzroči eksplozivno dekompresijo, ki skoraj odpihne bitje skozi odprtino. Ripleyjeva ga še ustreli s puško s kavljem, ki bitje potisne skozi, a ji pri tem pade iz rok in se zatakne za loputo tik preden se ta zapre, pri tem pa priveže bitje na čolniček. Le-to nato poskuša zlesti v enega od raketnih motorjev, ki jih Ripleyjeva aktivira in izstreli bitje v vesolje. Na koncu aktivira oddajnik za klic v sili in se z ladijskim mačkom v naročju uleže v komoro za hibernacijo.

## Igralci
- Tom Skerritt – Dallas, poveljnik vesoljske ladje Nostromo
- Sigourney Weaver – Ellen Ripley, varnostna častnica, edina preživela
- Veronica Cartwright – Lambert, pilotka
- Ian Holm – Ash, znanstveni častnik, za katerega se kasneje izkaže da je android z ukazi pripeljati bitje na Zemljo
- John Hurt – Kane, častnik, ki postane alienov gostitelj
- Harry Dean Stanton – Brett, ladijski tehnik
- Yaphet Kotto – Parker, glavni inženir

Nezemeljsko bitje je igral nigerijski študent Bolaji Badejo v kostumu iz lateksa, le v nekaterih prizorih ga je nadomestil kaskader. Kritik Roger Ebert je izpostavil, da je večina igralcev presenetljivo starih za ta žanr, kar po njegovem mnenju še pripomore k prepričljivosti.

## Odziv in nadaljevanja
Distributer je oglaševal film s sloganom »V vesolju nihče ne more slišati tvojega kričanja« (In space no one can hear you scream), oglaševalska kampanja je med drugim vključevala stripovsko priredbo v reviji Heavy Metal, koledar za leto 1980, več knjig s skicami in posnetki produkcije, ploščo z glasbo iz filma, figurice aliena itd. Prvi odzivi kritikov so bili mešani, vendar je bil film takojšnji finančni uspeh in je do konca predvajanja v kinematografih samo v ZDA prinesel skoraj 80 milijonov USD prihodkov. Leta 1980 so njegovi ustvarjalci prejeli oskarja za najboljše posebne učinke, dve nagradi BAFTA, nagrado hugo in še nekaj manjših.
V desetletjih po izidu je film pridobil kultni status in velja še danes za enega vplivnejših filmov, tako v žanru znanstvene fantastike kot grozljivk. Leta 2002 je bil uvrščen v Narodni filmski register ameriške Kongresne knjižnice, ki hrani »kulturno, zgodovinsko ali estetsko pomembne filme«. Še vedno se uvršča tudi na različne lestvice najboljših (znanstvenofantastičnih) filmov vseh časov.
Na podlagi uspeha filma je nastalo več nadaljevanj: Aliens (1986), Alien 3 (1992) in Alien Resurrection (1997). Nadaljevanja z izjemo prvega niso dosegla uspeha prvenca, vsakega je režiral drug režiser, skupna pa jim je glavna vloga Sigourney Weaver, ki ji je serija prinesla slavo. Kasneje sta nastala še dva filma, ki podajata zgodbo pred dogodki v Osmem potniku in združujeta znanstvenofantastični franšizi Alien in Predator: Alien proti Predatorju (2004) in Alien proti Predatorju: Rekviem (2007).